# Алиев, Магомед Ахмедович
Магомед Ахмедович Алиев (род. 1986, Махачкала) — российский самбист, бронзовый призёр чемпионата России по боевому самбо, чемпион Европы и мира, мастер спорта России. Боец смешанных единоборств. По состоянию на 2015 год провёл в смешанных единоборствах пять боёв и все выиграл (2 — техническим нокаутом и 3 — единогласным решением судей).

## Спортивные результаты
- Чемпионат России по боевому самбо 2008 года — ;

## Статистика боёв
| Результат | Рекорд | Соперник             | Способ                       | Турнир                            | Дата                 | Раунд | Время | Место           | Примечание |
| --------- | ------ | -------------------- | ---------------------------- | --------------------------------- | -------------------- | ----- | ----- | --------------- | ---------- |
| Победа    | 5-0    | Гати Гатиев          | Единогласное решение         | OC — Oplot Challenge 107          | 31 января 2015 года  | 3     | 5:00  | Москва, Россия  |            |
| Победа    | 4-0    | Аскер Барагунов      | Единогласное решение         | OFC — Octagon Fight Club          | 22 октября 2011 года | 2     | 5:00  | Москва, Россия  |            |
| Победа    | 3-0    | Шарпуддин Алиасхабов | Техническим нокаутом (удары) | FC Bystriy Fights — 2             | 15 октября 2010 года | 1     | 4:30  | Шали, Россия    |            |
| Победа    | 2-0    | Жаныбек Аматов       | Единогласное решение         | IAFC — Pankration Caucasus Cup 1  | 2 февраля 2010 года  | 2     | 5:00  | Россия          |            |
| Победа    | 1-0    | Алесь Езишек         | Техническим нокаутом         | Gladiator — Gladiator of Milovice | 24 мая 2008 года     | 1     | 4:25  | Миловице, Чехия |            |